# جزيرة ماتاجي

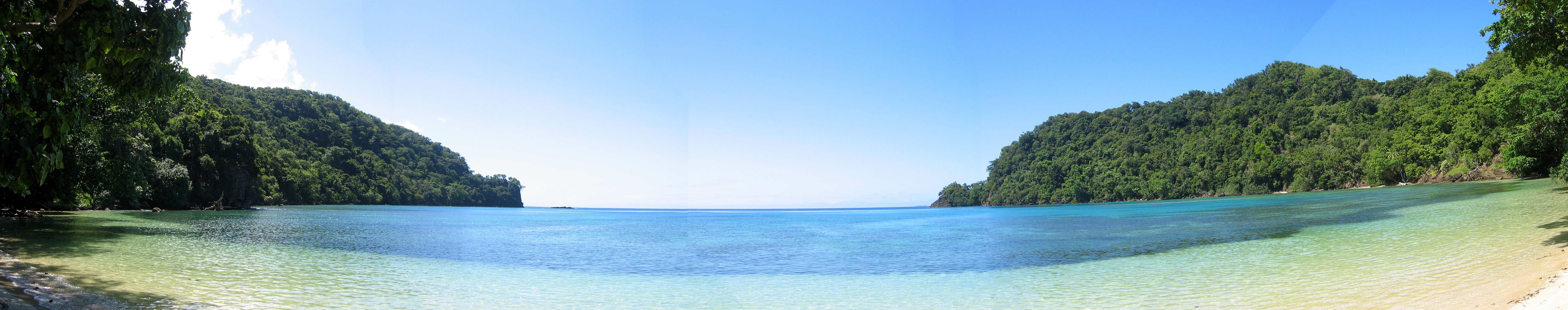

جزيرة ماتاجي (بالإنجليزية: Matagi Island، تنطق: maˈtaŋi) وتنطق في بعض الأحيان ماتانجي هي أحد جزر مجموعة فانوا ليفو الواقعة في شمال فيجي، وتعد واحدة من ثلاث جزر بركانية صغيرة إلى الشرق من ثورستون بوينت في جزيرة تافيوني. تقع جزيرة على شكل حدوة حصان تبلغ مساحتها 97 هكتار على بعد 10 كيلومترات (6.2 ميل) إلى الشرق من نقطة ثورستون. قديمًا لم يكن في الإمكان الوصول إلى الجزيرة حتى وقت قريب. تحولت ملكية الجزيرة إلى القطاع الخاص على شكل منتجع يسمى ماتانجي برايفت آيلاند ريزورت، كما تحتضن الجزيرة العديد من الفعاليات من الغوص وصيد الأسماك وركوب الأمواج والإبحار والتزلج على الماء والغطس. هناك خدمة القوارب السريعة في الجزيرة والتي تربط بين ماتاجي وتافيوني.

## المناخ
المناخ دافئ واستوائي على مدار السنة حتى في أشهر فصل الشتاء. متوسط درجة الحرارة في فيجي هو حوالي 25 درجة مئوية (77 درجة فهرنهايت)، ولكن يمكن أن ترتفع درجة الحرارة إلى ما فوق 30 درجة مئوية (86 درجة فهرنهايت) في فصل الصيف بين شهر ديسمبر وشهر يوليو، وتنخفض درجة الحرارة إلى ما دون 18 درجة مئوية (64 درجة فهرنهايت) في فصل الشتاء بين شهر يوليو وشهر أغسطس. الرياح تهب من الجنوب الشرقي، وعادة ما تسود على الجزيرة بين شهر مايو إلى شهر أكتوبر، أما أشهر الشتاء فهي أكثر جفافًا، وخاصة شهري ديسمبر ويناير، غالبًا ما تتحول الرياح وتأتي من الشرق، مما يجلب هطول الأمطار معها.

## وصلات خارجية
- منتجع جزيرة ماتاجي